# Convair B-58
Die Convair B-58 Hustler (Der Eilende) war ein vierstrahliger, überschallschneller Langstreckenbomber der Zeit des Kalten Krieges aus US-amerikanischer Produktion. In den 1950er-Jahren entwickelt, war sie bis 1970 beim Strategic Air Command als Atomwaffenträger eingesetzt.

## Geschichte

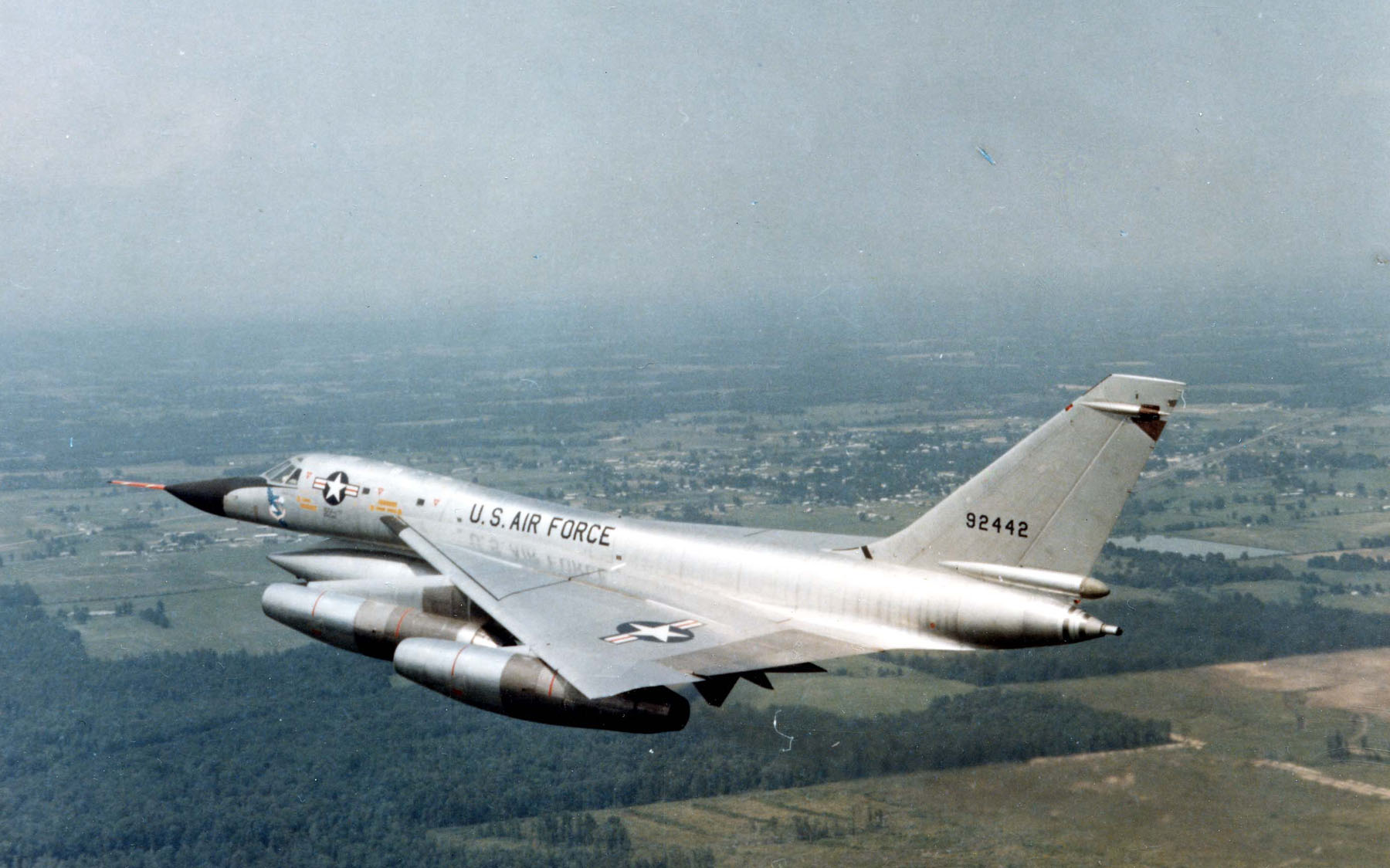
Convair B-58 im Flug (Juni 1967)

Das zur Convair B-58 führende Entwicklungsprogramm begann 1949. Als Konkurrenzentwurf trat dabei die Boeing XB-59 auf. Diese wurde jedoch Ende 1952 gestrichen und die Convair B-58 in Auftrag gegeben. Die Convair B-58 Hustler hatte ihren Erstflug am 11. November 1956. Die Maschine war bis zum Erscheinen der MiG-21 schneller als alle sowjetischen Abfangjäger.
Insgesamt wurden 116 Flugzeuge gebaut, davon 30 Test- und 86 Serienmaschinen. Die B-58 war bis 31. Dezember 1969 in zwei strategischen Bombergeschwadern der US Air Force im Dienst. Die Einführung von Flugabwehrraketensystemen durch die Sowjetunion zwang dem Flugzeugmuster Einsatzprofile auf, für die es nicht entwickelt worden war: Die B-58 konnte zwar Überschall-Tiefflugeinsätze fliegen, dies aber nur mit verringerter Reichweite und unter Einbußen in der Flugleistung. Diese Schwächen, die Unfallhäufigkeit des Musters sowie die hohen Unterhalts- und Wartungskosten führten schließlich zum Ende des Programms und ab 1965 zur schrittweisen Außerdienststellung der Convair B-58.

### Rekorde

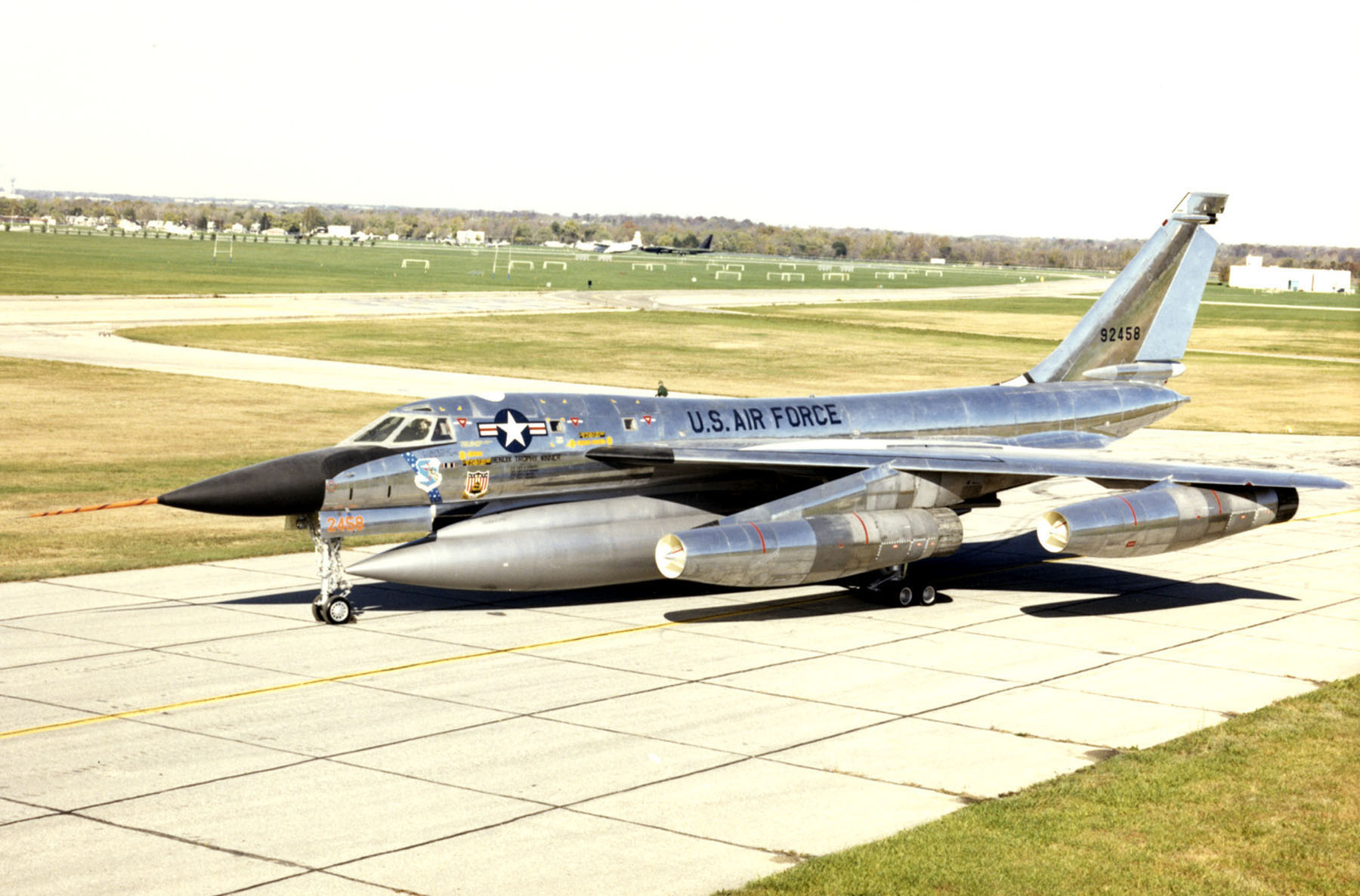
B-58 Hustler der USAF außer Dienst

Mit der B-58 wurden zwischen 1960 und 1963 zahlreiche Rekorde aufgestellt. So gewann am 10. Mai 1961 eine Besatzung, bestehend aus Major Elmer Murphy, Major Eugene Moses und Lieutenant David Dickerson, den vom französischen Luftfahrtpionier Louis Blériot 1930 ausgelobten Preis für den ersten Piloten, der 30 Minuten lang mit 2000 km/h flog. Major William Payne, Captain William Polhelmus und Captain Raymond Wagener brauchten am 26. Mai 1961 für die Strecke New York–Paris 3 Stunden, 19 Minuten und 58 Sekunden – allerdings wurde die B-58 dreimal während des Fluges betankt. Dafür wurden sie mit der Mackay- und der Harmon-Trophy ausgezeichnet.

## Technik

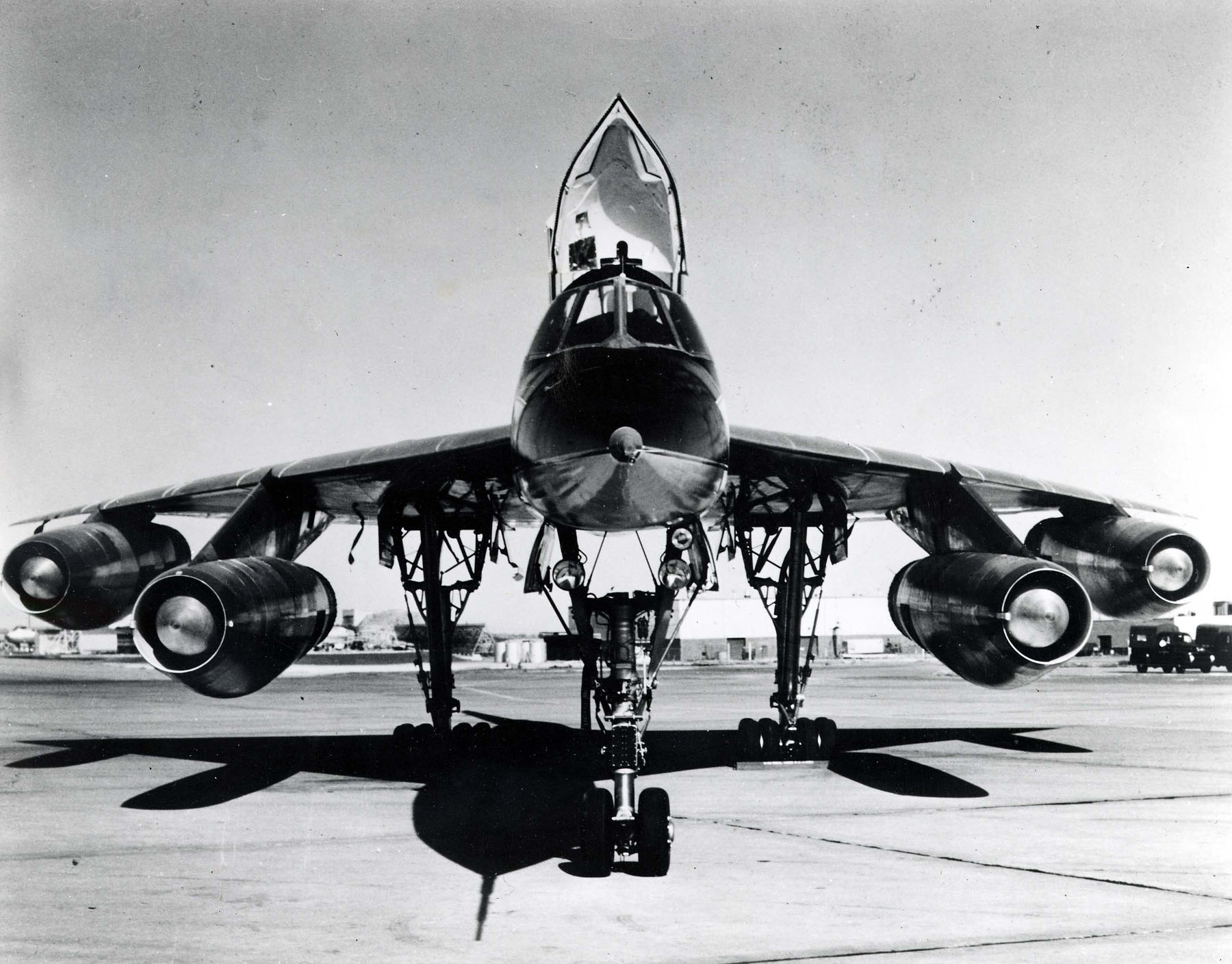
Eine B-58 von vorne

Wie die gleichzeitig bei Consolidated Vultee Aircraft Corporation entwickelten Jagdflugzeuge F-102 Delta Dagger und F-106 Delta Dart war die B-58 mit Deltaflügeln versehen. Der Rumpf musste erstmals bei einem Bomber nach der Flächenregel konstruiert werden, um die geforderten Leistungen im Überschallflug erreichen zu können. Eine Besonderheit war der große, strömungsgünstig geformte, abwerfbare Behälter mit Leitwerksflossen am Ende, den die B-58 unter ihrem schlanken Rumpf trug. Er enthielt neben Zusatzkraftstoff eine freifallende Kernwaffe.
Die B-58 war das erste Kampfflugzeug mit einem zentralen Bordrechner, der die Steuerung der zahlreichen Baugruppen zusammenfasste.
Die Deltaflügel besaßen an der Hinterkante kombinierte Höhen- und Querruder, aber keine Landeklappen. Wegen der hohen Landegeschwindigkeit benutzte die B-58 deshalb einen Bremsschirm. Die zwei inneren Triebwerke waren an Triebwerkspylonen sehr weit vor der Tragflächenvorderkante angebracht. Die beiden äußeren Triebwerke hingen dagegen fast an den Tragflächenspitzen direkt unter den Tragflächen und ragten wesentlich weniger weit vor die Tragflächenkante. Die dreiköpfige Besatzung saß hintereinander in einem Cockpit im schmalen Rumpf. Jeder Sitz war in eine eigene Rettungskapsel integriert. Das Fahrwerk hatte doppelt bereifte Bugräder und unter jeder Tragfläche einen Achsträger mit zwei Achsen zu je vier Rädern. Insgesamt hatte die Convair B-58 achtzehn Räder.
Die vier General Electric J79-Turbojet-Triebwerke mit Nachbrenner saßen in nahezu röhrenförmigen Triebwerksgondeln und hatten im Zentrum der Lufteinläufe jeweils einen kegelförmigen Einlassdiffusor, um die Geschwindigkeit der einströmenden Luft während des Überschallfluges auf Unterschallgeschwindigkeit zu vermindern.

## Varianten
nach Andrade, 1979, CF steht hierbei für den Herstellercode Consolidated (Convair), Fort Worth.
XB-58-CFzwei Prototypen (55-660/661)
YB-58A-CFelf Vorserien- und Testflugzeuge (55-662/672)
(55-662 wurde als NB-58A-CF kurzzeitig als fliegender Prüfstand für das General Electric J93 eingesetzt)
YB-58A-10-CF17 Vorserienflugzeuge (58-1007/1023)
erhielten als RB-58A-CF einen Aufklärungsbehälter
B-58A-CF86 Stück, Serienausführung
- B-58A-10-CF (36 Stück, 59-2428/2463)
- B-58A-15-CF (20 Stück, 60-1110/1129)
- B-58A-20-CF (30 Stück, 61-2051/2080)

weitere Umbauten
acht YB-58A-CF (55-661/663, 668, 670/672, 58-1007) wurden als TB-58A-CF zu zweisitzigen Einsatzschulflugzeugen umgebaut
Die Convair Modell 58-9 war ein geplanter, nicht gebauter, Überschallpassagierjet, der vom Bomber Convair B-58 Hustler abgeleitet wurde.

## Produktion
Abnahme der B-58 durch die USAF:
| Version | 1957 | 1958 | 1959 | 1960 | 1961 | 1962 | SUMME |
| ------- | ---- | ---- | ---- | ---- | ---- | ---- | ----- |
| YB-58A  | 7    | 8    |      |      |      |      | 15    |
| YRB-58A |      | 1    | 14   |      |      |      | 15    |
| B-58A   |      |      | 1    | 16   | 42   | 27   | 86    |
| SUMME   | 7    | 9    | 15   | 16   | 42   | 27   | 116   |

Nach Fertigstellung der 15 YB-58A erfolgte bis zum 30. Juni 1959 die Umrüstung aller Flugzeuge zum Aufklärer YRB-58A. Zwischen 1960 und 1963 wurden wiederum 13 YRB-58A in B-58A umgebaut. Weitere 8 YRB-58A wurden zwischen 1961 und 1965 in Trainer TB-58A konvertiert. 1964 war 1 NB-58A vorhanden. Im ersten Halbjahr 1971 wurden die noch existierenden 76 B-58A und 7 TB-58A stillgelegt. Der Rest war überwiegend durch Unfälle verloren gegangen (insgesamt 25: 16 B-58A, 8 YRB-58A, 1 TB-58A). Besonders zu Beginn gab es offensichtlich Probleme mit dem Flugzeug: Zwischen dem 1. Juli 1958 und dem 30. Juni 1960 fielen 7 YRB-58A einem Unfall zum Opfer, davon 6 durch Flugunfälle.

## Zwischenfälle
Das gesamte B-58-Programm litt unter einer hohen Ausfall- und Unfallrate. Das Flugzeugmuster war schwierig zu fliegen und beim Ausfall eines der vier Triebwerke im Überschallflug nur sehr schwer in der Luft zu halten. Während der Einsatzzeit der B-58 vom Erstflug 1956 bis zum Einsatzende 1970 gingen von insgesamt 116 Flugzeugen 25 bei Flugunfällen verloren – eine Unfallrate von über 20 Prozent. Dabei kamen 32 Besatzungsmitglieder ums Leben, bereits die Erprobung hatte acht Todesopfer gefordert.
- Am 3. Juni 1961 stürzte während der Pariser Luftfahrtschau in Le Bourget eine B-58A-10-CF The Firefly der US Air Force (Luftfahrzeugkennzeichen 59-2451) beim Kunstflug aus niedriger Höhe ab. Alle drei Besatzungsmitglieder kamen ums Leben.[9]

- Am 26. August 1963 geriet eine B-58A-20-CF (61-2063) auf der Bunker Hill Air Force Base nach einer harten Landung in Brand. Der Pilot konnte sich retten, der Navigator und der Waffenoperator wurden beim Verlassen der brennenden Maschine tödlich verletzt.[10]

- Am 8. Dezember 1964 geriet eine mit fünf Thermonuklearbomben bestückte B-58A-15-CF (60-1116) während einer Alarmübung auf der Bunker Hill Air Force Base während des Rollens in Brand. Zwei Besatzungsmitglieder konnten das brennende Flugzeug sicher verlassen. Durch den sich rasant ausbreitenden Brand war das mittlere Cockpit mit dem Navigationsoffizier jedoch rasch von Flammen umhüllt. Der Navigationsoffizier schloss daraufhin seine Cockpithaube wieder und aktivierte seine Rettungskapsel. Er wurde schwer verletzt aus der zerstörten Kapsel geborgen, verstarb aber einen Tag später im Krankenhaus. Wegen der zu geringen Geschwindigkeit hatte sich der Fallschirm nicht vollständig entfalten können.[11][12] Fünf Thermonuklearbomben wurden durch den Brand teilweise schwer beschädigt. Bei einigen zündeten die konventionellen Implosionsladungen. Durch die nicht synchronisierten Detonationen kam es zwar zu keinen Nuklearexplosionen, jedoch führte die Zerstörung der Bomben zu einer erheblichen radioaktiven Kontamination des Wracks und des Flugfelds.[11]

- Am 15. Juni 1965 stürzte während der Pariser Luftfahrtschau erneut eine B-58A-10-CF Bye Bye Birdie (59-2443) ab. Der Pilot hatte, um sein Zeitfenster für die Landung einzuhalten, auf einen notwendigen Treibstoffschnellablass verzichtet, eine Überlastlandung versucht und dabei die Landebahn durch zu kurzen Anflug verfehlt. Er starb dabei; die beiden anderen Besatzungsmitglieder überlebten.[13]

- Am 14. Juni 1967 kam es zum letzten tödlichen Unfall beim Absturz einer B-58A-20CF (61-2061).[14] Durch Hagelschlag wurde die Frontscheibe des Cockpits zerstört. Nachdem der Pilot seine Rettungskapsel geschlossen hatte, wurde rasch klar, dass eine Landung mit der beschädigten Maschine nicht möglich sein würde. Daher entschloss sich der Pilot, die Maschine aufzugeben und ordnete deren Verlassen an. Ihm und dem Abwehrwaffenoperator gelang die Rettung. Beim Navigator versagte die automatische Öffnung des Fallschirms der Kapsel. Auch die manuelle Öffnung seines Schirms gelang dem Navigator vor dem Aufprall durch einen mechanischen Fehler nicht mehr, er kam ums Leben.[15]

## Technische Daten
- Länge: 29,49 m
- Spannweite: 17,32 m
- Höhe: 9,58 m
- Flügelfläche: 143,25 m²
- Leermasse: 29.081 kg
- max. Startmasse: 73.936 kg
- max. Flugmasse: 80.235 kg

Dreiseitenriss

- Antrieb: vier Turbojet-Triebwerke General Electric J79-GE-5A mit je 69,3 kN Schub
- Höchstgeschwindigkeit: 2300 km/h in 12.000 m
- Dienstgipfelhöhe: 19.324 m
- Reichweite: 3219 km
- Überführungsreichweite: 4718 km
- Bewaffnung: eine radargesteuerte 20-mm-Gatlingkanone T-171E im Heck zum Eigenschutz und anfangs ein MB-1C Waffenbehälter mit einer W39Y1-1 Kernwaffe unter dem Rumpf. Statt des einteiligen MB-1C in dem Waffe und Treibstoff zusammen in einem Behälter mitgeführt wurden, führte die USAF ab 1960 den zweiteiligen TCP-Behälter (Two-Component Pod) ein. Die Waffenkomponente war hierbei eine B53-Y1 (Mk.53) Kernwaffe. Alternativ oder zusätzlich konnten ab etwa 1961 vier nukleare Freifallbomben vom Typ B43 (Mk. 43) oder B61 (Mk. 61) an Außenlaststationen eingesetzt werden.[16]